# حمض الكلوريك
حمض الكلوريك هو مركب كيميائي لاعضوي صيغته HClO3، وهو حمض أكسجيني للكلور، وهو غير مستقر، ويوجد فقط على شكل محلول. يطلق على أملاح هذا الحمض اسم كلورات.

## التحضير
يمكن أن يحضر الحمض من تفاعل كلورات الباريوم مع حمض الكبريتيك، حيث يترسب مركب كبريتات الباريوم تاركاً الحمض في الوسط.
{\displaystyle \mathrm {Ba(ClO_{3})_{2}(aq)+H_{2}SO_{4}(l)\rightleftharpoons \ 2\ HClO_{3}(aq)+BaSO_{4}(s)} }

## الخواص
لا يمكن عزل المركب في الشروط القياسية بشكله النقي، إذ يوجد دوماً على شكل محلول، وعو غير مستقر، إذ يتفكك بدخوله في تفاعلات عدم تناسب إلى مركبات أكثر استقراراً للكلور:
{\displaystyle {\ce {8 HClO3 -> 4 HClO4 + 2 H2O + 2 Cl2 + 3 O2}}}
{\displaystyle {\ce {3 HClO3 -> HClO4 + H2O + 2 ClO2}}}
يوجد الكلور في حالة أكسدة مقدارها +5 في هذا المركب، لذلك يتيمز بخواصه المؤكسدة الجيدة.

## الاستخدامات
يستخدم مزيج من حمض الكلوريك مع حمض الهيدروكلوريك في معالجة الفلزات، من أجل تنقيتها والتخلص من الشوائب العضوية فيها نتيجة لتحرر عوامل مؤكسدة من غاز الكلور وثنائي أكسيد الكلور.
{\displaystyle \mathrm {2\ HClO_{3}+2\ HCl\longrightarrow \ 2\ ClO_{2}+Cl_{2}+2\ H_{2}O} }